# يوهان بالمر
يوهان جاكوب بالمر  (بالألمانية: Johann Jakob Balmer) (في الفترة من 1 مايو 1825 حتى 12 مارس 1898) هو عالم رياضيات وعالم فيزياء رياضية سويسري.

## السيرة الذاتية
ولد بالمر في لوزان، سويسرا، وهو ابن رئيس محكمة يدعى أيضًا يوهان جاكوب بالمر. وكانت والدته إليزابيث رولي بالمر (Elizabeth Rolle Balmer)، وكان هو الابن الأكبر. بينما هو في دراسته تفوق في مادة الرياضيات، لذا قرر التركيز على هذا المجال عند ذهابه للجامعة.
ودرس بالمر في جامعة كارلسروه وجامعة برلين ثم حصل على درجة الدكتوراه من جامعة بازل في 1849 حول أطروحة أكاديمية خاصة بشبه الدائرة. ثم أمضى يوهان بعد ذلك معظم حياته في بازل، حيث كان يُدرِّس في مدرسة للبنات. وحاضر أيضًا في جامعة بازل. تزوج كريستين بولين رينك (Christine Pauline Rinck) عام 1868 وهو في عمر الثالثة والأربعين ورُزق الزوجان بستة أطفال.
رغم أنه عالم رياضيات، لا يُذكر أنه تقلد عملاً في هذا المجال، ولكن مساهمته الكبيرة (وكان في الستين من عمره عام 1885) كانت معادلة استنباطية للـخطوط الطيفية المرئية لذرة الهيدروجين، وكانت الدراسة التي تبنى بها اقتراح (Eduard Hagenbach-Bischoff) إدوارد هاجينباتش. وباستخدام قياسات (Anders Jonas Ångström) لخطوط الهيدروجين، فقد توصل إلى معادلة لحساب الطول الموجي كالتالي:
و
{\displaystyle \lambda \ ={\frac {hm^{2}}{m^{2}-n^{2}}}}
حيث n = 2 h = 3.6456×10−7 m وm = 3 و4 و5 و6 وهكذا.
وفي ملاحظته التي دونها عام 1885، أشار إلى h (تعرف الآن على أنها ثابت بالمر) كـ «الرقم الأساسي للهيدروجين». ثم استخدم بالمر بعد ذلك هذه المعادلة في محاولة لاستنتاج الطول الموجي للـm = 7 وأخبره هاجينباتش أن أنجستورم رصد الخط مع الطول الموجي بـ 397 نانومتر. وهناك اثنان من زملائه هيرمان فلهيلم فوجل(Hermann Wilhelm Vogel) وويليام هوجينز كانا قادرين على إثبات وجود خطوط أخرى لـسلسلة طيف هيدروجين النجوم البيضاء.
واكتُشف مؤخرًا أن معادلة بالمر حالة خاصة من صيغة ريدبرغ، وضعها يوهانس ريدبيرغ.
{\displaystyle {\frac {1}{\lambda }}\ ={\frac {4}{h}}\left({\frac {1}{n_{1}^{2}}}-{\frac {1}{n_{2}^{2}}}\right)=R_{H}\left({\frac {1}{n_{1}^{2}}}-{\frac {1}{n_{2}^{2}}}\right)}
مع {\displaystyle R_{H}} تكون ثابت رايدبيرج للهيدروجين، {\displaystyle n_{1}=2} لمعادلة بالمر و{\displaystyle n_{2}>n_{1}}.
وهذا يعد شرحًا وافيًا لكيفية سير هذه المعادلات على الرغم من ضرورة انتظار العرض التقديمي لـنموذج بور للذرة بواسطة نيلز بور في 1913.
وقد مات يوهان بالمر في بازل.

## أوسمة الشرف
- سُميت خطوط بالمر وسلسلة بالمر على اسمه.
- وقد سُميت فوهة بالمر على سطح القمر بعد وفاته.

## وصلات خارجية
- O'Connor، John J.؛ Robertson، Edmund F.، "يوهان بالمر"، تاريخ ماكتوتور لأرشيف الرياضيات